# ديفيد ديكسون روجرز
ديفيد ديكسون روجرز هو سياسي كندي، ولد في 10 يونيو 1845، وتوفي في 28 يناير 1915. حزبياً، نشط في Patrons of Industry ‏. وقد انتخب عضو مجلس العموم الكندي.